# Oroklini
Oroklini (en griego: Ορόκλινη), o menos comúnmente Voroklini (Βορόκληνη), es un pueblo en el Distrito de Lárnaca, Chipre. Su población en 2011 fue de 6.134 habitantes.
Oroklini es el sitio de los protegidos lagos de sal poco profundos, el hogar de una gran variedad de especies de aves, incluyendo flamencos rosados. Hay varias capillas aisladas en la zona junto a la ladera de la montaña.

## Geografía
Voroklini se encuentra a unos ocho kilómetros al noreste de la ciudad de Lárnaca. El pueblo se levanta sobre una túmulo, al pie de una colina baja con forma de pétalo, a una altitud de unos 50 metros sobre el nivel del mar. Voroklini recibe una precipitación media anual de 340 milímetros; cereales, verduras y árboles frutales se cultivan en su región.
La loma alargada con el nombre de "Arodaphne" es un elemento característico del paisaje y se encuentra al noroeste del pueblo. La cima de la colina, con el nombre de "Gerakomoutte", alcanza una altitud de 208 metros. En el sur, sobre esta colina oblonga, se alza la iglesia Profitis Ilias (Profeta Elías).
Oroklini está conectado con Lárnaca por carretera y con las canteras y minas que se encuentran entre la localidad y los pueblos de Troulloi y Avdellero en el noroeste. A unos 3 kilómetros en esa dirección está el pueblo fronterizo y mixto de Pyla. En el norte se encuentra el Monasterio de Agios Georgios tou Mavrovouniou (San Jorge de la Montaña Negra), que tuvo su esplendor en la época del gobierno veneciano.

## Etimología
"Oroklini", que es el nombre más común, probablemente no procede de las palabras "Oros" (montaña) y "Krene" (fuente) porque se pueden encontrar en Chipre muchos pueblos que tienen sus manantiales en las laderas de las montañas.
El nombre del pueblo probablemente viene de sus aguas y su sabor salobre. La calidad del agua es verificada por las fuentes orales.
Otra posible interpretación puede ser el resultado de las palabras "Oros" y "klinin", que significa profusa. En este caso debe ser una referencia al tener mucha agua que baja de las laderas de la montaña que es la zona de la que mana.

## Historia
Esta región parece haber sido habitada desde tiempos remotos, algo evidente con la intensa utilización de las minas y los recursos mineros, especialmente el del cobre, así como de la umbra (suelo gris) y la "tierra blanca" (arcilla).
Se sabe que el pueblo junto con otros de la región fueron abandonados durante el siglo XV. Oroklini, en concreto, fue abandonado en 1572. Estas huidas eran de carácter temporal, como se menciona en las fuentes otomanas. Las rapiñas, las inestables condiciones sociopolíticas y también las epidemias se mencionan como las razones del abandono.
Durante la época de la dominación turca el pueblo aparece abandonado y sólo en el siglo XVIII se comienza a recuperar la población

## Población
En 1878 la población del pueblo era de 150 personas. En 1881 eran 260, mientras que en 1911 llegaban a 410. En 1946 los habitantes ascendían a 611, en 1976 a 811, mientras que en 1982 la población alcanzó 1.315 personas. En el censo de 2001, los habitantes eran 3.302. Diez años después prácticamente se había doblado hasta llegar a los 6.134.